# František Koželuh
František Koželuh (ur. 3 lipca 1885 w Pradze, zm. 12 marca 1946) – czeski piłkarz i trener piłkarski, w 1929 trener Wisły Kraków, trzykrotny trener Cracovii.

## Życiorys
Urodził się 3 lipca 1885 w Pradze. Był także zawodnikiem i trenerem tenisa.
Jako piłkarz występował w praskiej DFC Prag (do 1911), jako trener pomagał w szkoleniu graczy Slavii Praga. Następnie trenował Cracovię, w której był pierwszym płatnym trenerem (od października 1911 do czerwca 1912) i HAŠK Zagrzeb – z klubem z Zagrzebia w sezonie 1912/1913 zdobył mistrzostwo Chorwacji. Później jako zawodnik grał w praskiej Sparcie (1915–1916 i 1923).
W swojej karierze trenerskiej pracował jeszcze dwukrotnie w Cracovii (od 20 marca do 15 lipca 1924 oraz od lutego do października 1926), a także w Polonii Warszawa (od lutego 1928 do lutego 1929). Wisłę Kraków trenował przez kilka miesięcy w 1929. W tamtym sezonie zajęła ona trzecie miejsce w lidze.
Zmarł 12 marca 1946.